# Coupe d'URSS féminine de volley-ball
La coupe d'URSS féminine de volley-ball est une compétition sportive créée en 1950, interrompue entre 1953 et 1972, puis remplacée après 1991 par la Coupe de Russie de volley-ball féminin.

## Généralités
Coupe d'URSS feminine de volley-ball de 1950 au 1991.

## Historique
- La coupe d'Union soviétique a été disputée en premier temps de 1950 à 1953, puis de 1972 à 1991. Contrairement au championnat, il n'y a pas eu de coupe de la CEI en 1992.
- La compétition n'a pas eu lieu durant les saisons 1975 et 1979.

## Palmarès
| Année   | Vainqueur                 | Score        | Finaliste                 |
| ------- | ------------------------- | ------------ | ------------------------- |
| 1950    | Dinamo Moscou             |              | Spartak Leningrad         |
| 1951    | Dinamo Moscou             |              | Lokomotiv Moscou          |
| 1952    | Lokomotiv Moscou          |              | Spartak Leningrad         |
| 1953    | Dinamo Moscou             |              | Spartak Leningrad         |
| 1954-71 | non disputée              | non disputée | non disputée              |
| 1972    | CSKA Moscou               |              | Avtomobilist Tachkent     |
| 1973    | Bourevestnik Leningrad    |              | Lokomotiv Moscou          |
| 1974    | Medin Odessa              |              | BMKZ Bakı                 |
| 1975    | non disputée              | non disputée | non disputée              |
| 1976    | Spartak Leningrad         |              | Ouralotchka Sverdlovsk    |
| 1977    | Spartak Leningrad         |              | CSKA Moscou               |
| 1978    | Avtomobilist Tachkent     |              | Dinamo Moscou             |
| 1979    | non disputée              | non disputée | non disputée              |
| 1980    | Iskra Vorochilovgrad      |              | Orbita Zaporijia          |
| 1981    | Medin Odessa              |              | Dinamo Moscou             |
| 1982    | Dinamo Moscou             |              | CSKA Moscou               |
| 1983    | Medin Odessa              |              | ADK Alma-Ata              |
| 1984    | CSKA Moscou               |              |                           |
| 1985    | Orbita Zaporijia          |              | Dinamo Moscou             |
| 1986    | Ouralotchka Sverdlovsk    |              |                           |
| 1987    | Ouralotchka Sverdlovsk    |              | ADK Alma-Ata              |
| 1988    | Ouralotchka Sverdlovsk II |              | TTU Spartak Leningrad     |
| 1989    | Ouralotchka Sverdlovsk    |              | Ouralotchka Sverdlovsk II |
| 1990    | ADK Alma-Ata              |              |                           |
| 1991    | BMKZ Bakı                 |              |                           |